# Diane Douglas

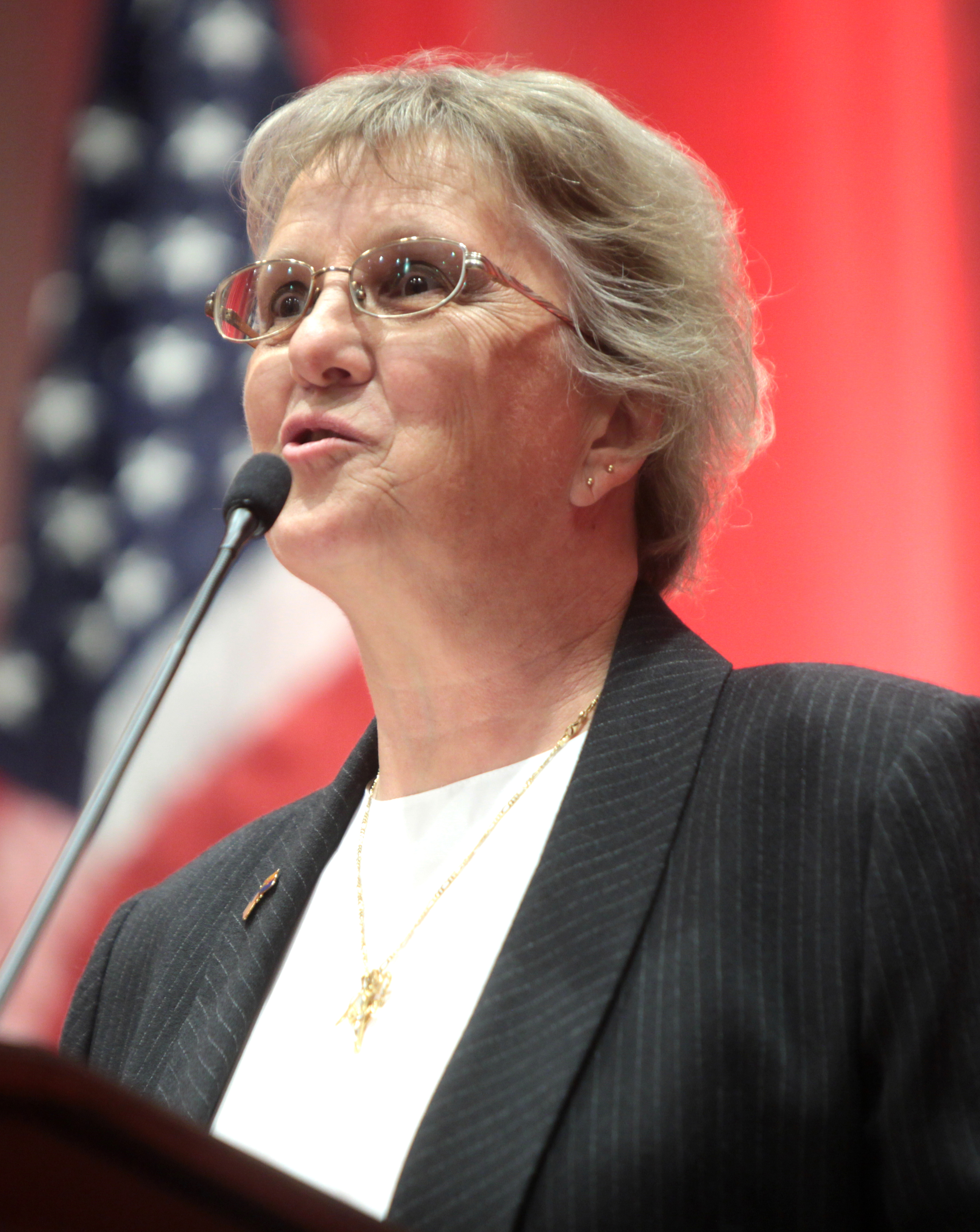
Diane Douglas

Diane M. Douglas (* Plainfield, New Jersey) ist eine US-amerikanische Politikerin (Republikanische Partei).

## Werdegang
Über die Jugendjahre von Diane Douglas ist nichts bekannt. Sie machte einen Associate Degree in Wirtschaft am Somerset County College und einen Bachelor of Science in Marketing an der Rutgers University.
In den Folgejahren arbeitete sie in der Rechnungsabteilung von Ethicon Inc., in der Kreditorenbuchhaltung von Polychrome Inc., in der Buchhaltung von Century Office Products, in der Finanz- und Rechnungsabteilung von Thomas & Betts Corp. und als Instruktor von The Stained Glass Shop.
Von 2005 bis 2012 saß sie zwei Amtszeiten lang im Peoria Unified School District Governing Board. Während dieser Zeit hatte sie dort 2008 und 2009 den Vorsitz. Douglas saß auch in den Site Councils von zwei Schulen in Peoria (Maricopa County): Desert Valley Elementary School und Ironwood High School. Von 2009 bis 2013 war sie Mitglied vom Apostle's Lutheran Church Board of Education. Daneben saß sie von 2012 bis Februar 2013 im Preschool Board.
Bei den Wahlen im Herbst 2014 kandidierte sie als Anhängerin der Tea-Party-Bewegung erfolgreich für den Posten des Superintendent of Public Instruction von Arizona. Während der republikanischen Vorwahlen kritisierte sie den republikanischen Amtsinhaber John Huppenthal für seine Förderung von „Obama’s invasion of our children’s education.“ Es war der Hauptgrund für ihre Kandidatur. Im Januar 2015 trat sie ihre vierjährige Amtszeit an von welcher sie im Januar 2019 von der Demokratin Kathy Hoffman abgelöst wurde. 
Sie hat eine Tochter.